# Pour le cœur d'un enfant
Pour le cœur d'un enfant (For the Love of a Child) est un téléfilm canado-américain réalisé par Douglas Barr et diffusé le 9 janvier 2006 sur Lifetime.

## Fiche technique
- Réalisation : Douglas Barr
- Scénario : Duane Poole, d'après un roman de Sara O'Meara et Yvonne Lime (en)
- Société de production : Craig Anderson Productions
- Durée : 80 minutes
- Pays :  Canada,  États-Unis

## Distribution
- Peri Gilpin : Sara
- Teri Polo : Yvonne
- Maria del Mar : Annie
- John Pyper-Ferguson (VF : Éric Aubrahn) : Richard
- Matthew Knight : Jacob Fletcher
- Emily Hirst : Laura
- Jake Smith : Michael
- David McNally : Bart Fletcher
- Marty Antonini : l'inspecteur Carter
- Rod Heatherington : l'officier de patrouille
- Lori Ravensborg (VF : Marie-Christine Robert) : Mme Wade
- Diana Frechette : la conseillère
- Eden Sollereder (VF : Chantal Macé) : Julia
- Patricia Darbasie : Dr Ryan
- Mieko Ouchi : Mama Ji
- Brendan Meyer (en) : David
- Tommy Lim : le docteur dans l'avion
- Carrie Schiffler (VF : Cathy Diraison) : Mme Fletcher
- Elyne Quan : la femme de chambre
- Dan Kinoshita : le gentleman japonais
- Miakoda Ohki : l'orphelin
- Jasmine Jackson : l'orpheline
- McKenzie Frechette : Karen
- Janice Ryan : la professionnelle
- John Rusich : le professionnel
- Brian Dooley : le colonel Johnson
- Chris Manyluk : le chirurgien
- Ryan Ash : Jacob âgé
- Patricia Casey : la voisine
- Jodi Stecyk : Johnny
- Josh Emerson : le conducteur militaire
- Renee Christianson : la mère de Michael
- Marco Attilio : Granger
- Orest Kinasewich : le prêtre